# Jesse Santana
Jesse Santana, pseudonimo di Kyle Wilkerson (Conroe, 8 maggio 1986), è un attore pornografico statunitense, che lavora esclusivamente nel settore della pornografia gay.

## Biografia
Nato in Texas, è cresciuto a Mayfield, Kentucky, fino all'età di sette anni. Si è diplomato nel 2004 alla Graves County High School, successivamente studia alla Murray State University, per poi trasferirsi alla University of North Texas.
Debutta come attore pornografico nel 2005 con lo pseudonimo "Kyle" in Heartland Boys 3 e Heartland Boys 4 prodotti da Camsondemand Productions. La sua popolarità aumenta quando inizia a lavorare come modello per il sito web gay Corbinfisher.com, sotto lo pseudonimo "Jesse". Nel 2006 inizia a lavorare per lo studio di Chi Chi LaRue Channel 1 Releasing, debuttando nel film Knob Bobbin'. In seguito ha lavorato per altre case di produzione, come Falcon Studios, Titan Media, Odyssey Men e Eon Films. Questo alla fine lo ha portato a firmare uno dei primi doppi contratti di esclusiva nella storia del porno con Jet Set Men e Cockyboys.com.
Nel 2008 ottiene otto candidature ai GayVN Award, vincendo il premio come "Best Threesome", e sette candidature ai Grabby Awards, aggiudicandosi il premio nella categoria "Hottest Bottom". Dopo aver ottenuto il titolo di Mr. Los Angeles ad un concorso regionale, nel marzo 2012 vince due premi agli International Escort Awards (conosciuti come "Hookies") come "Mr. International Escort 2012" e "Best Body".
Dal 2012 lavora per gli studios Lucas Entertainment e Raging Stallion Studios.

## Filmografia parziale
| - Heartland Boys 3 (2005) Camsondemand Productions - Heartland Boys 4 (2006) Camsondemand Productions - Knob Bobbin' (2006) Channel 1 Releasing - On Fire! (2007) Jet Set Men - Stone Age (2007) Eon Films - Barnstorm (2007) Titan Media - Beach House Diaries (2007) Odyssey Men - Cumming Clean (2007) Jet Set Men - F Word (2007) Jet Set Productions - Just Add Water (2007) Jet Set Men - Longboard (2007) Falcon Studios - Mens Room 3: Ozark Mtn. Exit 8 (2008) Titan Media - Ass Crusin' with Aaron James (2008) Jet Set Men - The Crew (2008) Studio 2000 - Born To Fuck (2009) Eurocreme - First Time Fucked (2009) Cocky Boys |  | - Horns And Halos: Fuck the Hell Out of Me (2009) Cocky Boys - Getting Levi's Johnson (2010) Jet Set Men - Pizza Boy Gangbang (2010) Jet Set Productions - Indiscretion (2011) Falcon Studios - Retreat (2011) Falcon Studios - Cowboys Parts 1 and 2 (2011) Raging Stallion - Ranch Hands (2011) Raging Stallion - Retreat (2011) Falcon Studios - The Woods Part 2 (2012) Raging Stallion - Revved Up (2012) Raging Stallion - Stretch My Hole (2013) Lucas Entertainment - Original Sinners (2013) Lucas Entertainment - Monster Inside Me 3 (2013) Raw Fuck Club - Hole 2 (2013) Raging Stallion - Lovers in Paradise (2013) Lucas Entertainment - Harder, Faster, Rougher (2014) Lucas Entertainment |

## Riconoscimenti

### Vinti
- Grabby Awards 2008 – Hottest Bottom
- GayVN Awards 2008 – Best Threesome in Just Add Water (con Nickolay Petrov e Jason White)
- International Escort Awards 2012
  - Mr. International Escort
  - Best Body

### Candidature
- GayVN Awards 2008
  - Best Group Scene in Barnstorm
  - Best Newcomer
  - Performer of the Year
  - Best Group Sex Scene in Bottom of the 9th: Little Big League III
  - Best Group Scene in Fraternity Gangbang 2
  - Best Supporting Actor in On Fire!
  - Best Sex Scene in Beach House Diaries (con Barrett Long)
- Grabby Awards 2008
  - Best Group Scene in Barnstorm
  - Best Duo Sex Scene in Fraternity Gangbang 2 (con Tyler Saint)
  - Best Group Sex Scene in Fraternity Gangbang 2
  - Best Newcomers
  - Best Performers
  - Hottest Cock
- XBIZ Award 2009 – GLBT Performer of the Year
- Grabby Awards 2010 – Best Rimming Scene in First Time Fucked
- JRL Gay Adult Film Awards 2010
  - Best Bottom Twink Performer in Born to Fuck
  - Best Duo Scene of the Year in Born to Fuck
- Grabby Awards 2011
  - Best Three Way in Getting Levi's Johnson
  - Hottest Ass Eating in Getting Levi's Johnson
  - Hottest Bottom
- Grabby Awards 2012
  - Best Versatile Performer
  - Hottest Bottom
  - Best Duo in Fuck The Pain Away (con Austin Wilde)
- Grabby Awards 2013
  - Hottest Bottom
  - Best Duo in The Woods 2 (con D.O.)
- Grabby Awards 2014
  - Best Duo in Original Sinners (con Jake Genesis)